# Лопес Моктесума, Карлос
Карлос Лопес Моктесума Пинеда (исп. Carlos López Moctezuma Pineda) (19 ноября 1909, Мехико, Мексика — 14 июня 1980, Агуаскальентес, Мексика) — мексиканский актёр театра и кино, внёсший огромный вклад в историю мексиканского кинематографа — 203 роли в кино и телесериалах, ученик Вирджинии Фабрегас и Фернандо Солера

## Биография
Родился 19 ноября 1909 года в Мехико в семье чиновника Национальных железных дорог Мексики Хосе Лопеса Моктесумы и Марии Пинеды, и был последним из 11 детей. Его родители и старшие братья изначально были из Сан-Луис-Потоси, поэтому будущий актёр часто утверждал, что родом из Сан-Луиса-Потоси. Из-за важного положения, которое занимал его отец, его первой работой была посыльный в «Ферроналесе». Он закончил базовое обучение в маристской школе, в тот же период он изучал администрирование, что позволило бы ему продолжить работу в государственных учреждениях и, таким образом, иметь возможность покрывать свои платежи в Школе театра и актерского мастерства изящных искусств.
В 1934 году дебютировал в Театре Ориентасьон в спектакле «Антигона», где встретил человека, ставшей впоследствии его супругой, актрису Хосефину Эскобедо, на которой актёр женился в 1935 году. Актриса своему супругу в итоге подарила двоих детей — Карлоса и Хосефину-младшую. Именно она впервые ступила на съемочную площадку в 1934 году.
По мере того как укреплялся его статус кинодеятеля, росла и его классификация отрицательных ролей и ролей злодеев, поэтому его слава росла еще больше. Однако в фильмографии мексиканского национального кинематографа есть фильмы, в которых он изображал добрых и даже добродушных персонажей, но клеймо экранного злодея в мексиканском кино вряд ли покидало его.
Актёр не всегда играл роль кинематографического злодея, среди ролей были также и ряд положительных.
Роли актёра в различных национальных фильмах открыли двери в другие страны, куда были проданы фильмы с участием актёра, где он был востребован в качестве ключевого актера, пример – «Вива Мария!» (1965) Французский фильм, где он играл вместе с Бриджит Бардо, «Гордые», также французский фильм, никарагуанский фильм «La perrs», «Человеческая глина» в Аргентине и в Испании в фильме «Стеклянный глаз». Благодаря успехам в Мексике, актёра наперебой приглашали на съёмки в различные страны мира. 
В «Гордых», фильм Ива Аллегре и Рафаэля Э. Портаса, (1953), расположенный в Альварадо (Веракрус), актёр играл вместе с двумя самыми известными французскими актерами того времени: Мишель Морган и Жераром Филипом. Он играл единственного врача в деревне, который, собираясь сесть на автобус в столицу на операцию по поводу язвы желудка, вынужден остановиться и принять красавицу-вдову французского туриста, только что умершего от молниеносной болезни. менингит. Измученный врач, угрюмый, но с большим сердцем, изо всех сил боролся с эпидемией (в известной и жесткой сцене он даже делал Мишель Морган люмбальную пункцию...) и наконец принял помощь человека. Герой был разорён и уничтожен. Ему на помощь пришёл врач (Жерар Филипп), и помог ему заслужить любовь прекрасной вдовы.
В 1955 году он снялся в Аргентине в фильме «Эль Барро Хумано» режиссера Луиса Сезара Амадори.
Актёр несколько раз становился лауреатом премии Ariel de Plata. Его сильное лицо придавало ему огромный авторитет среди светил. Он делил сцену и съёмочную площадку с бесчисленными деятелями национального и международного кино, такими как: Педро Армендарис-старший, Кантинфлас, Сарита Монтиэль, Хорхе Негрете, Доминго Солер и другие.
Актёр в театральной сфере выделился своим участием в постановках «Лус де Гас», «Дон Хуан Тенорио» и «Лос Зорос», это было одно из его последних театральных выступлений. Он возглавлял театральную труппу Сущность тайны.
Актёр также участвовал в зарождении мексиканского телевидения, будучи частью оригинальной концепции телетеатра. С помощью двух программ: «Театр Бонсуар» и «Человек-зонтик» (жанра саспенс) он стремился донести это искусство до все более широкой аудитории. Он также рискнул заняться зарождающимся жанром телесериалов , снявшись в нескольких постановках. Однако он считал этот жанр уступающим театру и кино, поэтому не получал от него полного удовольствия и его участие было эпизодическим.
Радио было еще одним из любимых средств актера, часто участвовавшим в жанре радионовелл, таких как: «Ангелы и демоны», «Выключи свет и слушай», а также во многих других радиопередачах, которые способствовали поднятию его актерского престижа.

### Последние годы жизни
В последние годы жизни актёр страдал от эмфиземы лёгких и язвы желудка. Актёр порвал с кинематографом и театром и уже тяжелобольной поехал в Агуаскальентес.
Скончался 14 июня 1980 года в штате Агуаскальентес. Похоронен в Мехико на кладбище Пантеон. Его супруга Хосефина Эскобедо пережила его на семнадцать лет.